# Bengt Lambert
Bengt Erik Vilhelm Lambert, född 30 november 1909 i Varberg, död 24 november 1998 i Varberg, var en svensk fältläkare och professor.
Lambert avlade medicine licentiatexamen i Uppsala 1939 och anställdes samma år som amanuens vid psykiatriska kliniken vid Akademiska sjukhuset. Han var bataljonsläkare vid Livgrenadjärregementet 1940-1944, regementsläkare vid Wendes artilleriregemente 1944-1946, fältläkare vid kommendantstaben i Boden 1946-1949, vid VI militärbefälsstaben 1949-1953 och Fältläkarkåren 1946-1956. Lambert blev medicine doktor 1951 och var stadsläkare i Halmstad 1953-1959. Han var professor i hygien i Århus 1959-1964, professor och föreståndare för Nordiska hälsovårdshögskolan i Göteborg 1964-1975, professor vid University of Benin Nigeria 1974-1976, research scientist vid National Instutute for Medical Research of Nigeria, director för hälsoprojekt vid Public Health Research Unit i Katsina 1977-1980, Senior Health Consultant i Nigeria 1981-1983 och director vid Road Safety Project vid University of Benin Nigeria från 1984.
Bengt Lambert är begravd på S:t Jörgens kyrkogård i Varberg.